# پرچم لاس‌آلتوس
پرچم لاس‌آلتوس به‌عنوان پرچم ملی و نشان ملی شناخته می‌شود و همچنین دارای تناسب ۳:۵ می‌باشد.